# Бжезіни (Ниський повіт)
Бжезіни (пол. Brzeziny, нім. Groß Briesen) — село в Польщі, у гміні Скорошиці Ниського повіту Опольського воєводства.
Населення — 351 особа (2011).
У 1975-1998 роках село належало до Опольського воєводства.

## Демографія
Демографічна структура станом на 31 березня 2011 року:
|          | Загалом | Допрацездатний вік | Працездатний вік | Постпрацездатний вік |
| -------- | ------- | ------------------ | ---------------- | -------------------- |
| Чоловіки | 174     | 37                 | 126              | 11                   |
| Жінки    | 177     | 43                 | 100              | 34                   |
| Разом    | 351     | 80                 | 226              | 45                   |